# Vostochni (Kurgáninsk, Krasnodar)
Vostochni (del ruso: Восточный), es un posiólok del raión de Kurgáninsk del krai de Krasnodar, en Rusia. Está situado en la región entre las llanuras de Kubán-Priazov y las estribaciones septentrionales del Cáucaso, en la cabecera del arroyo Siniuja, pequeño tributario del Chamlyk, afluente del Labá, de la cuenca del Kubán, 20 km al noroeste de Kurgáninsk y 139 km al este de Krasnodar. Tenía 130 habitantes en 2010
Pertenece al municipio Oktiábrskoye.